# Preston Reed
Preston Reed (Armonk, 13 aprile 1955) è un chitarrista statunitense.

## Biografia
Nato ad Armonk, nello stato di New York il 13 aprile del 1955, dopo aver ricevuto lezioni di chitarra classica, all'età di 16 anni si risveglia il suo interesse per lo strumento grazia all'ascolto di Jorma Kaukonen.
Dalla metà degli anni settanta sviluppa uno stile estremamente elaborato che si compendia di tapping, hammer, pull-of, slap, risonanze armoniche e utilizzo dello strumento in senso percussivo. Le tecniche di Reed sono le fondamenta del picking estremo che ha trovato un pubblico di nicchia attento e competente.  

## Discografia
- 1979 – Acoustic Guitar
- 1982 – Pointing Up
- 1982 – Don't Be A Stranger
- 1984 – Playing By Ear
- 1987 – The Road Less Travelled
- 1989 – Instrument Landing
- 1990 – Blue Vertigo
- 1990 – Preston Reed
- 1991 – Halfway Home
- 1992 – Border Towns
- 1995 – Metal
- 1997 – Ladies Night
- 2000 – Handwritten Notes
- 2005 – History of Now
- 2007 – Spirit